# Isoteinon bruno
Isoteinon bruno är en fjärilsart som beskrevs av Evans 1937. Isoteinon bruno ingår i släktet Isoteinon och familjen tjockhuvuden. Inga underarter finns listade i Catalogue of Life.